# Beast Loose in Paradise
„Beast Loose In Paradise“ je singl finske hard rok grupe Lordi. Pesma je snimljena za potrebe njihovog horor filma „Dark Floors“ i izdata je kao singl 9. januara 2008. Sing takođe sadrži i drugu verziju pesme (radio verziju).

## Spisak pesama
1. „Beast Loose In Paradise“ (Radio verzija) (3:09)
2. „Beast Loose In Paradise“ (Dark Floors verzija) (3:33)

## Članovi benda
- Mr. Lordi - Vokal
- Amen - Gitara, Prateći vokal
- OX - Bas gitara, Prateći vokal
- Awa - Klavijature, Prateći vokal
- Kita - Bubnjevi, Prateći vokal